# Аберација (астрономија)
Аберација је у астрономији појава привидне промјене положаја небеског тијела која настаје као посљедица транслаторног кретања Земље око Сунца, или ротације Земље и ограничене брзине свјетлости.
Постоји годишња аберација, као посљедица транслаторног кретања Земље око Сунца, и дневна аберација, која је посљедица обртања Земље око сопствене осе.
За аберацију у оптици видјети оптичка аберација.